# Benthogone
Genre
Benthogone est un genre d'holothuries (concombres de mer) abyssales de la famille des Laetmogonidae.

## Liste des espèces
Selon World Register of Marine Species (18 février 2015) :
- Benthogone abstrusa (Sluiter, 1901)
- Benthogone fragilis (Koehler & Vaney, 1905)
- Benthogone rosea Koehler, 1895